# کوسپا
کوسپا (انگلیسی: Cospa) شرکت پوشاک ژاپنی است، که در سال ۱۹۹۵ تأسیس شد.